# Внешняя политика Петра I
Пётр I начал знакомиться с проблемами внешней политики России не позднее декабря 1687 г., когда по свидетельству шведского резидента в Москве Христофора фон Кохена глава Посольского приказа В. В. Голицын начал докладывать Петру I о важнейших делах. С июня 1691 года почтмейстер А. А. Виниус составлял для Петра I краткие выписки из курантов. С этого времени царь стал регулярно следить за изменениями политической ситуации в Европе и средиземноморском регионе, где государства Священной лиги вели войну с Османской империей. Однако личное влияние Петра I стало заметно в российской внешней политике только после смерти в 1694 году его матери Н. К. Нарышкиной.

## Азовские походы. 1695—1696
К моменту свержения царевны Софьи Россия вела войну с Османской империей. Правительство Нарышкиных пришло к власти на волне критики Крымских походов В. В. Голицына, и не заключив мира фактически прекратило боевые действия. Продолжение этой войны стало приоритетом деятельности Петра в первые годы единовластия. Одним из ближайших к границам России опорных военных пунктов Османской империи была крепость Азов, расположенная при впадении реки Дон в Азовское море. Первый Азовский поход, начавшийся весной 1695 года, окончился неудачно в сентябре того же года из-за отсутствия флота и неготовности русской армии действовать в отдалении от баз снабжения. Однако уже зимой 1695—96 года началась подготовка к новому походу. В Воронеже развернулось строительство гребной русской флотилии. За короткое время была построена флотилия из разных судов во главе с 36-пушечным кораблем «Апостол Пётр». В мае 1696 года 40-тысячная русская армия под командованием генералиссимуса Шеина вновь осадила Азов, только на этот раз русская флотилия блокировала крепость с моря. Сам Пётр принимал участие в осаде в звании капитана на галере. Не дожидаясь штурма, 19 (29) июля 1696 крепость сдалась. Так был открыт первый выход России в южные моря.
Результатом Азовских походов стал захват крепости Азов, начало строительства порта Таганрог, возможность нападения на полуостров Крым с моря, что значительно обезопасило южные границы России. Однако получить выход к Чёрному морю через Керченский пролив Петру не удалось: он остался под контролем Османской империи. Сил для войны с Турцией, как и полноценного морского флота, у России пока не было.
Для финансирования строительства флота вводятся новые виды податей: землевладельцы были объединены в так называемые кумпанства по 10 тыс. дворов, каждое из которых на свои деньги должно было построить корабль. В это время проявляются первые признаки недовольства деятельностью Петра. Был раскрыт заговор Циклера, пытавшегося организовать стрелецкое восстание. Летом 1699 первый большой русский корабль «Крепость» (46-пушечный) отвёз русского посла в Константинополь для переговоров о мире. Само существование такого корабля склонило султана к заключению мира в июле 1700 года, который оставил за Россией крепость Азов.
При строительстве флота и реорганизации армии Пётр был вынужден опираться на иностранных специалистов.
Завершив Азовские походы, он решает отправить на обучение за границу молодых дворян, а вскоре и сам отправляется в первое путешествие по Европе.

## Великое посольство (1697—1698)
В март 1697 года в Западную Европу через Лифляндию было отправлено Великое посольство, основной целью которого было найти союзников против Османской империи. Великими полномочными послами были назначены генерал-адмирал Ф. Я. Лефорт, генерал Ф. А. Головин, начальник Посольского приказа П. Б. Возницын. Всего в посольство вошло до 250 человек, среди которых под именем урядника Преображенского полка Петра Михайлова находился сам царь. Пётр ехал официально не как царь. Впервые русский царь предпринял путешествие за пределы своего государства.
Пётр посетил Ригу, Митаву, Кёнигсберг, Бранденбург, Голландию, Англию, Австрию, был намечен визит в Венецию и к папе римскому.
Посольство завербовало в Россию несколько сотен специалистов по корабельному делу, закупило военное и прочее оборудование.
Кроме переговоров, Пётр много времени посвятил изучению кораблестроения, военного дела и других наук. Пётр поработал плотником на верфях Ост-Индской компании, при участии царя был построен корабль «Пётр и Павел». В Англии посетил литейный завод, арсенал, парламент, Оксфордский университет, Гринвичскую обсерваторию и Монетный двор, смотрителем которого в то время был Исаак Ньютон.
Великое посольство главной цели не достигло: коалицию против Османской империи создать не удалось из-за подготовки ряда европейских держав к Войне за испанское наследство (1701—1714 годы). Однако благодаря этой войне сложились благоприятные условия для борьбы России за Балтику. Таким образом, произошла переориентация внешней политики России с южного направления на северное.

## Создание Российской империи. 1700—1724 годы

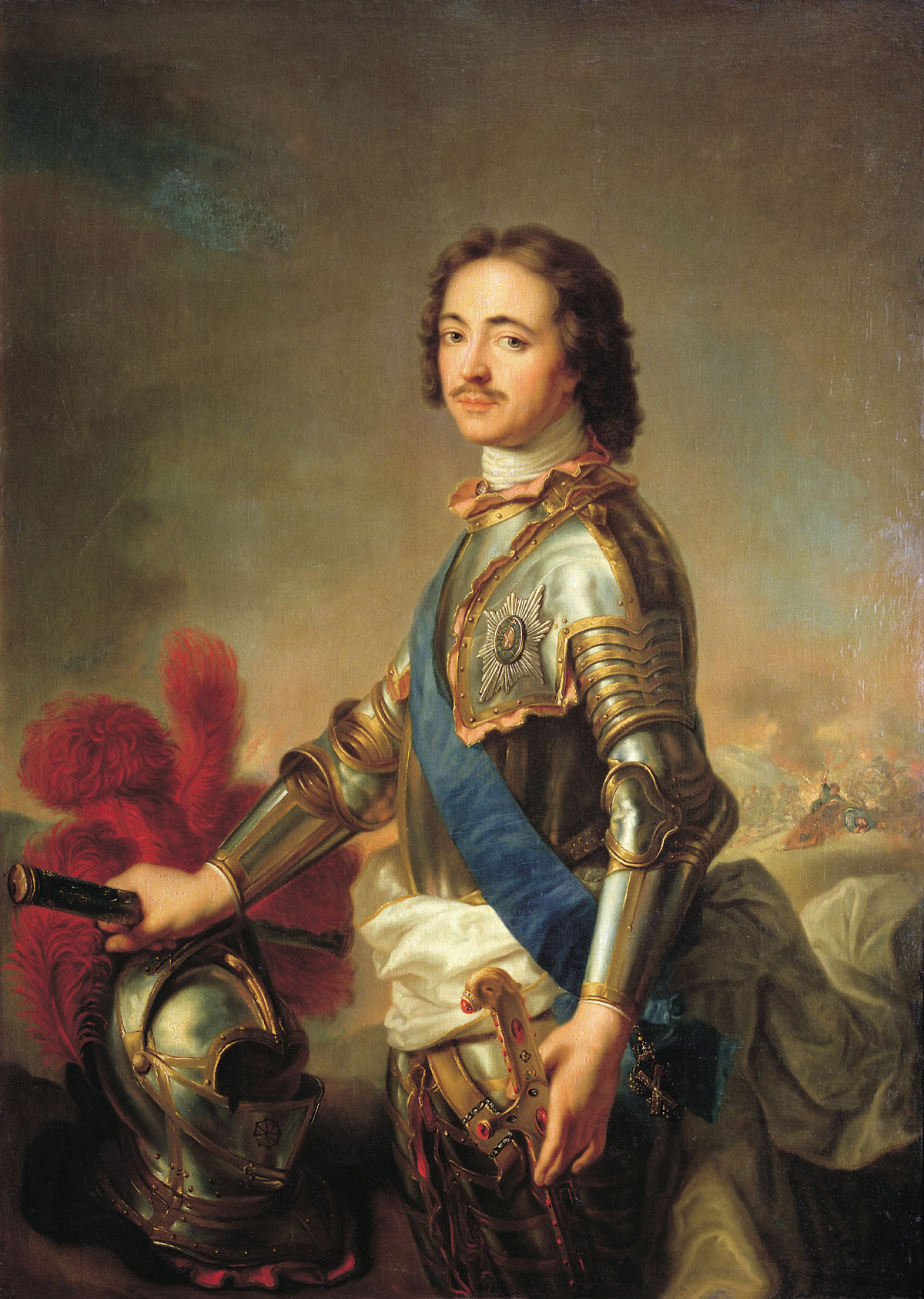
Петр I со знаком ордена Св. Андрея Первозванного, Ж.-М. Натье, 1717

### Северная война со Швецией (1700—1721)
После своего возвращения из Великого посольства, Петр готовится к войне со Швецией за выход к Балтийскому морю. В 1699 году был создан Северный союз против шведского короля Карла XII, в который помимо России вошли Дания, Саксония во главе с саксонским курфюрстом и польским королём Августом II. Движущей силой союза было стремление Августа II отобрать у Швеции Лифляндию, за помощь он обещал России возврат земель, прежде принадлежавших русским (Ингерманландии и Карелии).
Для вступления в войну России необходимо было заключить мир с Османской империей. После достижения перемирия с турецким султаном сроком на 30 лет Россия 19 (30) августа (20 августа по шведскому календарю) объявила войну Швеции под предлогом отмщения за обиду, оказанную царю Петру в Риге.
План Карла XII заключался в том, чтобы поодиночке разбить противников с помощью ряда быстрых десантных операций. В скором времени после бомбардировки Копенгагена Дания 7 (18) августа 1700 года (8 августа по шведскому календарю) вышла из войны, ещё до вступления в неё России. Неудачно закончились попытки Августа II захватить Ригу.
Поражением русской армии закончилась попытка захватить крепость Нарву. 19 (30) ноября (20 ноября по шведскому календарю) Карл XII с 8500 солдатами атаковал лагерь русских войск и полностью разгромил 35-тысячную неокрепшую русскую армию. Сам Пётр уехал от войск в Новгород за 2 дня до того.
Посчитав, что Россия достаточно ослаблена, Карл XII ушёл в Ливонию, чтобы направить все силы против основного, как ему казалось, противника — Августа II.

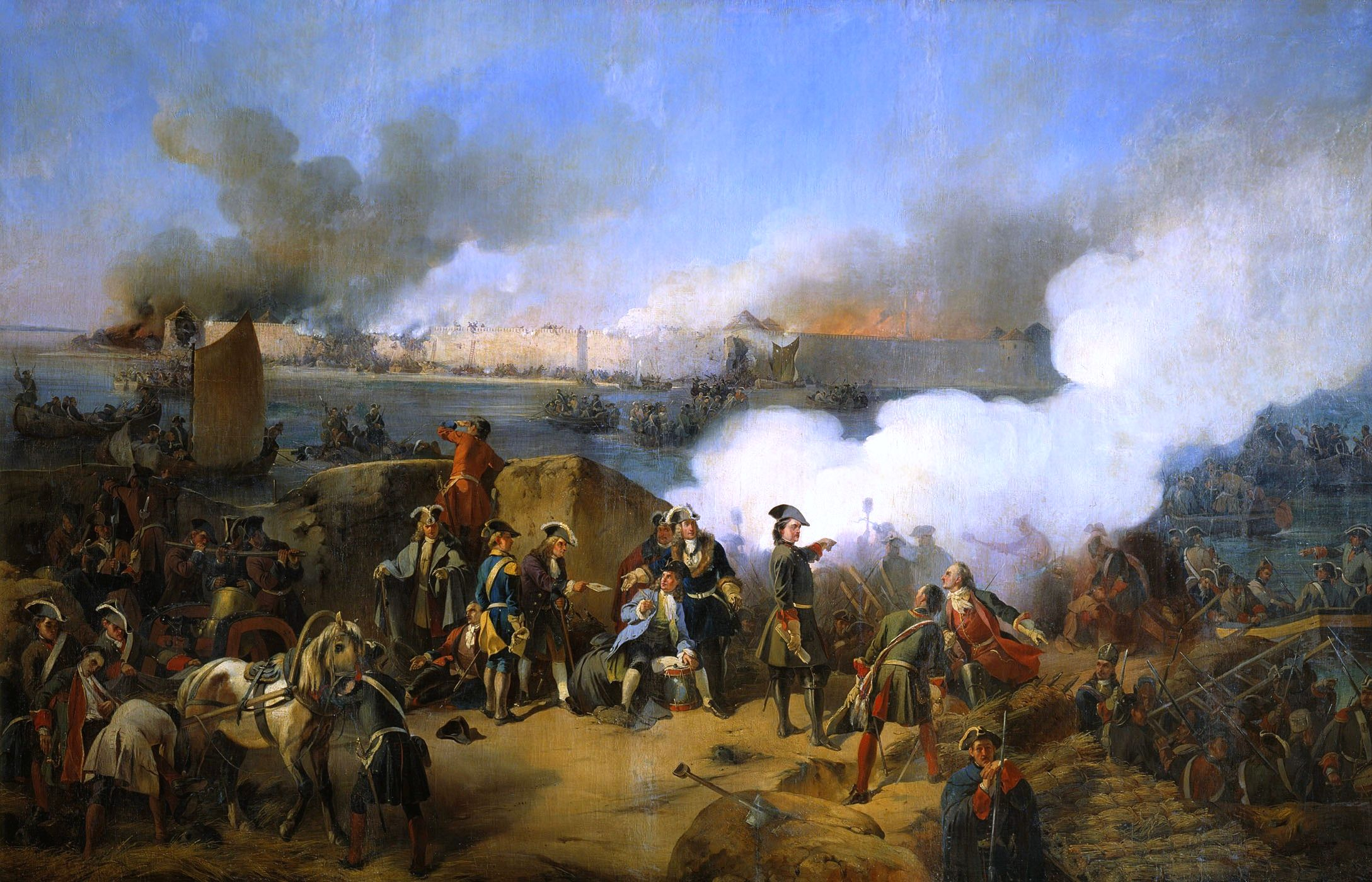
Штурм крепости Нотебург 11 октября 1702 года. В центре изображён Пётр I. А. Е. Коцебу, 1846

Однако Пётр, наскоро реорганизовав армию по европейскому образцу, возобновил боевые действия. Уже в 1702 году (11 (22) октября) Россия захватила крепость Нотебург (переименована в Шлиссельбург), а весной 1703 года — крепость Ниеншанц в устье Невы. Здесь 16 мая 1703 года началось строительство Санкт-Петербурга, а на острове Котлин разместилась база русского флота — крепость Кроншлот (впоследствии Кронштадт). Выход к Балтийскому морю был пробит.  

В 1704 году были взяты Нарва, Дерпт, Россия прочно закрепилась в Восточной Прибалтике. На предложение заключить мир Пётр I получил отказ.
После низложения Августа II в 1706 года и замены его польским королём Станиславом Лещинским Карл XII начал роковой для него поход на Россию. Захватив Минск и Могилёв, король не решился идти на Смоленск. Заручившись поддержкой украинского гетмана Ивана Мазепы, Карл двинул войска на юг из продовольственных соображений и с намерением усилить армию сторонниками Мазепы. 28 сентября (9 октября) 1708 года (29 сентября по шведскому стилю) у деревни Лесной шведский корпус Левенгаупта, шедший на соединение с армией Карла XII из Лифляндии, был разбит русской армией под командованием Меншикова. Шведская армия лишилась подкрепления и обоза с военными припасами. Позднее Пётр отмечал годовщину этой битвы как поворотный момент в Северной войне.
В Полтавской битве 27 июня (8 июля) 1709 год (28 июня по шведскому календарю) армия Карла XII была наголову разгромлена, шведский король с горсткой солдат бежал в турецкие владения.
В 1710 году в войну вмешалась Турция. После поражения в Прутском походе 1711 года Россия вернула Азов Турции и разрушила Таганрог, но за счёт этого удалось заключить очередное перемирие с турками.

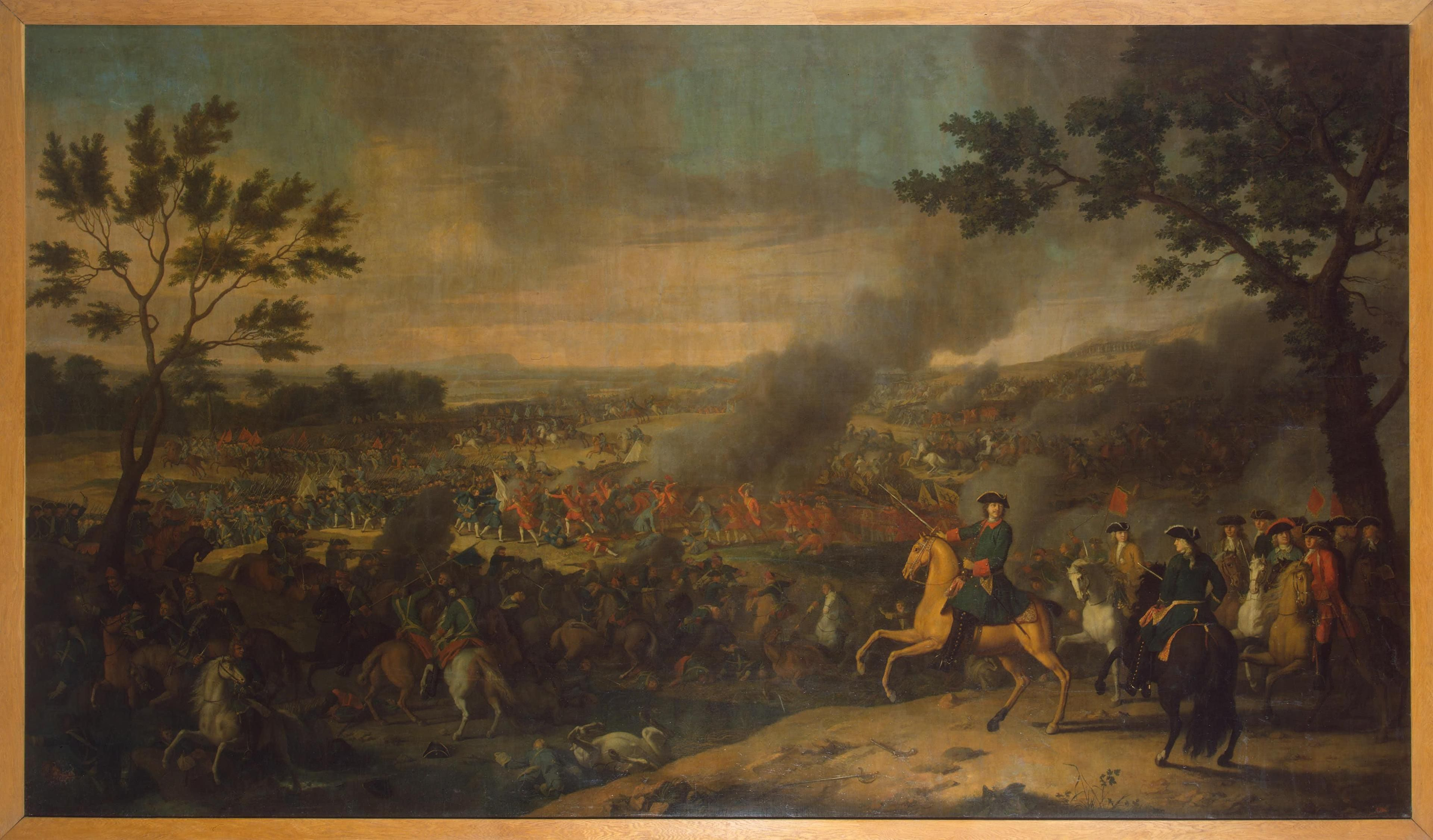
Пётр I в Полтавской битве. Л. Каравак, 1718

Пётр снова сосредоточился на войне с шведами, в 1713 году шведы потерпели поражение в Померании и лишились всех владений в континентальной Европе. Однако благодаря господству Швеции на море Северная война затянулась. Балтийский флот только создавался Россией, но сумел одержать первую победу в Гангутском сражении летом 1714 года. В 1716 году Пётр возглавил объединённый флот из России, Великобритании, Дании и Голландии, но из-за разногласий в стане союзников организовать нападение на Швецию не удалось.
По мере укрепления Балтийского флота России Швеция почувствовала опасность вторжения на свои земли. В 1718 году начались мирные переговоры, прерванные внезапной гибелью Карла XII. Шведская королева Ульрика Элеонора возобновила войну, надеясь на помощь Великобритании. Разорительные десанты русских в 1720 году на шведское побережье подтолкнули Швецию к возобновлению переговоров. 30 августа (10 сентября) 1721 года между Россией и Швецией был заключен Ништадтский мир, завершивший 21-летнюю войну. Россия получила выход в Балтийское море, присоединила территорию Ингрии, часть Карелии, Эстляндию и Лифляндию.
Россия стала великой европейской державой, в ознаменование чего 22 октября (2 ноября) 1721 года Пётр принял титул императора.

### Русско-турецкая война 1710—1713
После поражения в Полтавской битве шведский король Карл XII укрылся во владениях Османской империи, городе Бендеры. Пётр I заключил договор с Турцией о выдворении Карла XII с турецкой территории, однако затем шведскому королю позволили остаться и создавать угрозу южной границе России при помощи части украинского казачества и крымских татар. Добиваясь высылки Карла XII, Пётр I стал угрожать войной Турции, но в ответ 20 ноября 1710 года султан сам объявил войну России. Действительной причиной войны явились захват русскими войсками Азова в 1696 году и появление русского флота в Азовском море.
Война со стороны Турции ограничилась зимним набегом крымских татар, вассалов Османской империи, на Украину. Россия повела войну на 3 фронта: войска совершили походы против татар на Крым и на Кубань, сам Пётр I, опираясь на помощь правителей Валахии и Молдавии, решил совершить глубокий поход до Дуная, где надеялся поднять на борьбу с турками христианских вассалов Османской империи.
6 (17) марта 1711 года Пётр I выехал к войскам из Москвы с верной подругой Екатериной Алексеевной, которую повелел считать своей женой и царицей (ещё до официального венчания, произошедшего в 1712). Армия перешла границу Молдавии в июне 1711, но уже 20 июля 1711 года 190 тысяч турок и крымских татар прижали 38 тысячную русскую армию к правому берегу реки Прут, полностью окружив её. В казалось бы безвыходной ситуации Петру удалось заключить с великим визирем Прутский мирный договор, по которому армия и сам царь избежали пленения, но взамен Россия отдала Азов Турции и потеряла выход к Азовскому морю.
С августа 1711 года боевых действий не велось, хотя в процессе согласования окончательного договора Турция несколько раз угрожала возобновить войну. Только в июне 1713 был заключён Адрианопольский мирный договор, который в целом подтвердил условия Прутского соглашения. Россия получила возможность продолжать Северную войну без 2-го фронта, хотя и потеряла завоевания Азовских походов.

### Движение России на Восток
Экспансия России на восток при Петре I не прекращалась. В 1714 году экспедиция Бухгольца к югу от Иртыша основала Омск, Усть-Каменогорск, Семипалатинск и другие крепости. В 1716—17 годах в Среднюю Азию был отправлен отряд Бековича-Черкасского с целью склонить хивинского хана к подданству и разведать путь в Индию. Однако русский отряд был уничтожен ханом.
В правление Петра к России была присоединена Камчатка. Пётр запланировал экспедицию через Тихий Океан в Америку (собираясь основать там русские колонии), но осуществить задуманное не успел.

### Каспийский поход 1722—1723
Наиболее крупным внешнеполитическим мероприятием Петра Великого после Великой Северной войны был Каспийский (или Персидский) поход в 1722—1723 годах. Условия для похода создались в результате персидских междоусобиц и фактического распада некогда мощного государства Сефевидов.
18 июня 1722 года, после обращения за помощью сына персидского шаха Тохмас-мирзы, из Астрахани по Каспию отплыл 22-тысячный русский отряд. В августе сдался Дербент, после чего русские из-за проблем с провиантом вернулись в Астрахань. В следующем 1723 году был завоёван западный берег Каспийского моря с крепостями Баку, Рештом, Астрабадом. Дальнейшее продвижение было остановлено угрозой вступления в войну Османской империи, которая захватывала западное и центральное Закавказье.
12 сентября 1723 года был заключён Петербургский договор с Персией, по которому в состав Российской империи включалось западное и южное побережье Каспия с городами Дербент и Баку и провинциями Гилян, Мазендеран и Астрабад. Россия и Персия также заключили оборонительный союз против Турции, который, однако, оказался недействующим.
По Стамбульскому (Константинопольскому) договору от 12 июня 1724 года Турция признавала все приобретения России в западной части Каспийского моря и отказывалась от дальнейших притязаний на Персию. Стык границ между Россией, Турцией и Персией был установлен на месте слияния рек Аракс и Кура. В Персии смута продолжалась, и
Турция оспорила положения Стамбульского договора прежде, чем граница была точно установлена.
В 1735 году эти владения были возвращены правительством императрицы Анны Иоанновны Персии, фактическим главой которой тогда был Надир - шах, в связи с высокими потерями гарнизонов от болезней и бесперспективностью на тот момент региона для России.